# El Manantial (Manizales)
El Manantial es uno de los 7 corregimiento que comprenden el Municipio de Manizales, posee 12 veredas o divisiones limitando con la comunas Ciudadela del Norte, Nuevo Horizonte y Ecoturístico Cerro de Oro de la cabecera municipal; con los corregimientos de El Remanso y Río Blanco, y con el municipio de Neira.

## División
El corregimiento está compuesto por 12 veredas las cuales son:
| - Alto Bonito - Alto Corinto - Alto del Guamo - Bajo Corinto - El Porvenir(Parte) - Espartillal | - Guacaica - Hoyo Frío - Olivares - Pueblo Hondo - Santa Rita - Sierra Morena(Parte) |